# Jacques Duponchel
Pour les articles homonymes, voir Duponchel.
Jacques Duponchel ou Giacomo Duponchel (Douai (Nord), avant 1652 - Osimo, 1685) est un compositeur et organiste français qui a passé une grande partie de sa carrière professionnelle en Italie.

## Jeunesse
Bien qu'aucune trace ne l'atteste, sa musique prouve qu'il a reçu une solide formation puisqu'il maîtrise à la fois le contrepoint flamand et le style italien. Il a certainement étudié le chant, l’instrument, l’écriture musicale, le latin et la liturgie.

## Carrière
A Douai, il occupe les fonctions d'organiste et de chef de chœur. Il poursuit sa carrière musicale en Basse-Autriche. Il rejoint les Frères mineurs capucins et est brièvement organiste dans l’entourage de la cour du Prince-Electeur Ferdinand-Marie de Bavière à Bonn en 1651.
Il s'installe ensuite en Italie au service du cardinal Antonio Bichi où il italianise son prénom Jacques en Giacomo. En 1663, il entre dans l'ordre des Frères mineurs conventuels. Son nom est mentionné pour la première fois alors qu'il devient organiste de la cathédrale d'Osimo et Préfet du chœur du couvent franciscain San Francesco.
En 1665, il est nommé Préfet de musique à la basilique des Saints Apôtres de Rome. La même année, il publie sa première anthologie de pièces polyphoniques, Psalmi vespertini una cum litaniis Beatae Mariae Virginis; tribus vocibus concert. cum organo decantandi.
En 1670, il quitte Rome et retourne à Osimo où il demeure jusqu'à la fin de sa vie. Il y retrouve ses fonctions d’organiste à la cathédrale et de chef de chœur au couvent San Francesco, tout en développant ses activités de compositeur. Il meurt en 1685.

## Œuvres principales
- Psalmi vespertini una cum litaniis Beatae Mariae Virginis; tribus vocibus concert. cum organo decantandi (Rome, 1665)
- Sacrae cantiones (Bologne, 1671)
- Messe a tre, quattro e cinque voci concertate con violini e ripieni a bene placite (Rome, 1775)

## Discographie
Jacques Duponchel, « Vêpres pour saint François d'Assise, Rome, 1665 », sur Musica Ficta, 2022